# ニコラス・バーンズ
ニコラス・バーンズ（Nicholas Burns 1956年1月28日 - ）は、アメリカ合衆国の外交官、政治家。

## 経歴
ニューヨーク州バッファロー出身。1978年にボストンカレッジを卒業後、パリ大学で学士号を取得、1980年にジョンズ・ホプキンス高等国際問題研究大学院で修士号を取得した。
外交官としてエジプトのカイロやイスラエルのエルサレムで勤務したのち、国家安全保障会議のロシア問題担当。1995年からはビル・クリントン政権のアメリカ国務省報道官、1997年に駐ギリシャ大使、2001年に北大西洋条約機構大使、2005年から2008年にかけてアメリカ合衆国国務次官（政治担当）を務めた。
2021年時点でハーバード大学行政大学院の教授を務めているが、同年2月にジョー・バイデン政権の駐中国大使候補として浮上した。8月20日、駐中国大使への指名が発表された。

### 駐中国大使として
- 2023年5月2日、アメリカのシンクタンクが主催するイベントにバーチャル出演。ロシアによるウクライナ侵攻に触れ「ウクライナが領土全てを取り戻し、完全に主権を再び手にすることができるよう、中国はロシアに対して軍を撤退するよう圧力をかけるべきだ」と述べた[4]。また、同年7月から中国で施行される改正中華人民共和国反間諜法（反スパイ法）にも触れ、アメリカ企業関係者、研究者、大学教授、ジャーナリストらが拘束される可能性を指摘、懸念を表明した[5]。